# 洗濯船

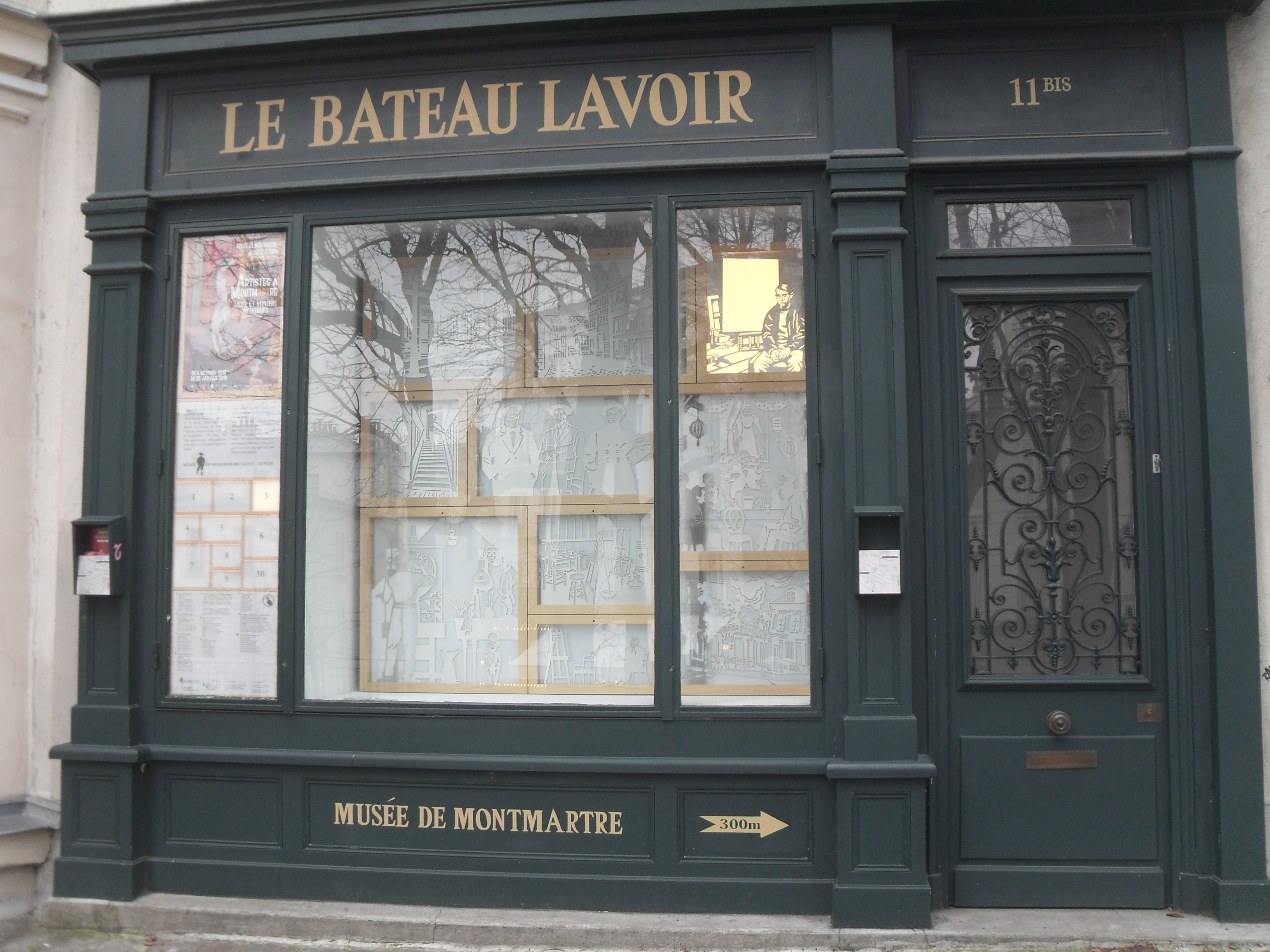

洗濯船（法語：Bateau-Lavoir，法語發音：[bato lavwaʁ] ⓘ）是位于巴黎十八区蒙马特街区埃米尔·古多广场13号的一座肮脏的建筑物。这个地方之所以有名是因为在20世纪之交有一批出色的艺术家在此生活，并将其租为自己的工作室。第一批艺术家于1890年代居住于此，但1914年以后他们开始搬往其他的地方（大部分去了蒙帕纳斯）。
这个地方最著名的居民之一是毕加索（1904-1909），他曾与他的狗弗利卡（Frika）一同生活于此。据说他在此发明了立体主义并绘制了他最好的作品之一《亞維農的少女》（Les Demoiselles d'Avignon）。
其他曾居住于洗涤船中的知名艺术家有：
- 帕布罗·加加罗
- 胡安·格里斯
- 马克斯·雅各布
- 阿美迪欧·莫蒂里安尼
- 勒韦迪 (1912-1913)
- 萨尔蒙
- 安得尔·罗茨塔
- 凯斯·凡·东根

当时，这座公寓是许多知名的前卫艺术人士的聚会场所，例如纪尧姆·阿波利奈尔，乔治·布拉克，亨利·马蒂斯, 让·谷克多，葛楚德·史坦等。据他的女儿珍妮 所述，在居住在那里的时候，莫迪里阿尼有一天晚上喝醉了，摧毁了他的一些朋友的作品。
1908年的一场为亨利·卢梭举办的庆祝宴会于毕加索在洗濯船的工作室中举行。